# Wiesfleck
Wiesfleck är en ort och kommun i Österrike. Den ligger i distriktet Oberwart i förbundslandet Burgenland, i den östra delen av landet, 90 km söder om huvudstaden Wien. 
Kommunen består av fyra orter (Ortschaften) (inom parentes invånarantal 1 januari 2024):
- Schönherrn (80)
- Schreibersdorf (218)
- Weinberg im Burgenland (69)
- Wiesfleck (840)